# سد شاه قاسم
سد شاه قاسم یکی از سدهای استان کهگیلویه و بویراحمد است و در پنج کیلومتری شهر یاسوج قرار دارد. این سد از نوع خاکی است و سرریز آن از نوع نیلوفری است.
تلفیق دریاچه زیبای این سد، انبوه درختان بلوط و طبیعت تپه‌های جنگلی اطراف در منطقه گردشگری سد شاه قاسم چشم هر بیننده را به خود خیره می‌کند.

## نگارخانه

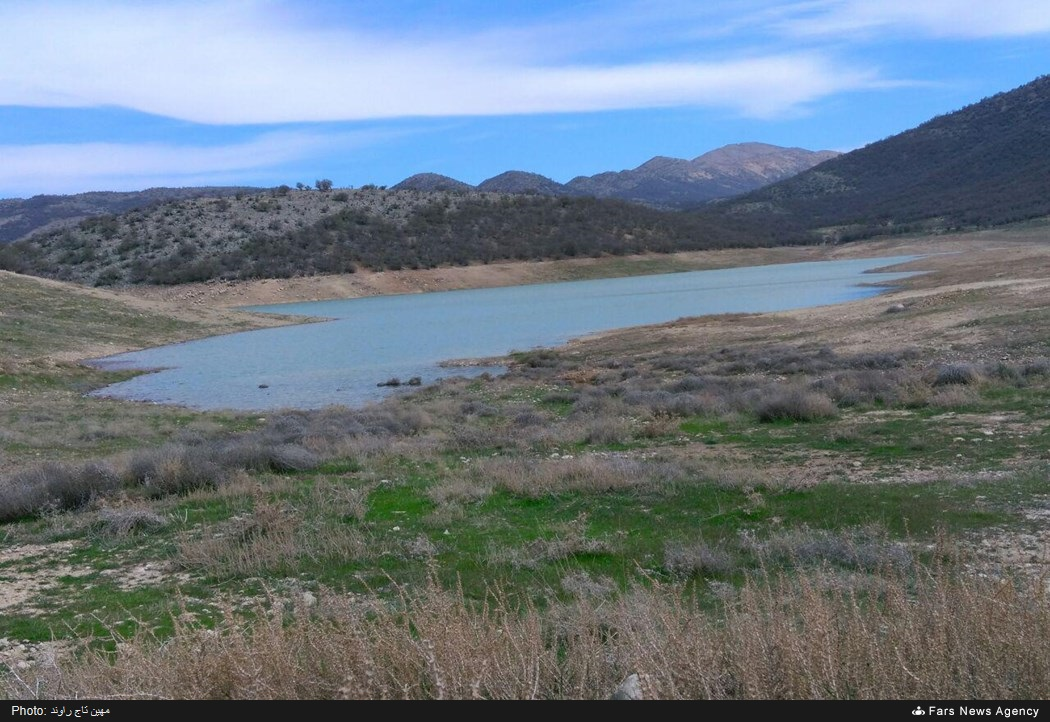
دریاچه سد در خشکسالی
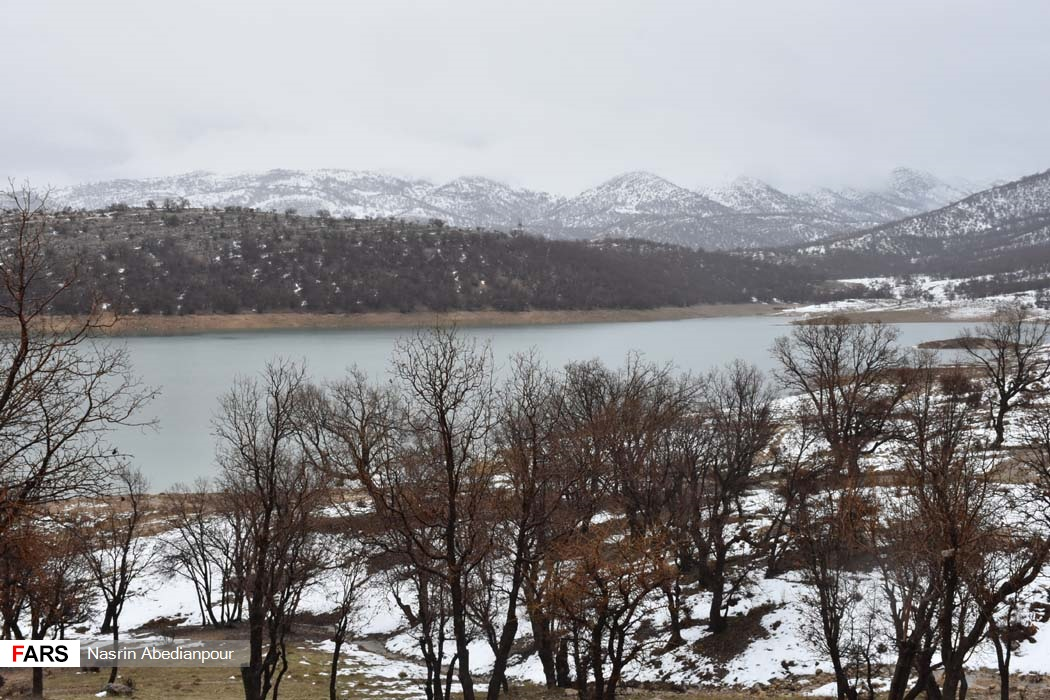